# ガンガン戦-IXA-
『ガンガン戦-IXA-』（ガンガンイクサ）は、かつてスクウェア・エニックスが発行していた日本のアジアンファンタジーマガジン。2009年11月27日創刊。『月刊少年ガンガン』増刊。2010年にかけて3号が発行された。

## 概要
雑誌名が示すように、作品の多くがアジアンファンタジー（戦国、三国志、幕末）を基調としている。主に女性・青年向き。連載作の他、多くの読み切り作品がある。年2回発売され、「〜年〜の陣」と付く。2010年冬の陣を最後に続刊はなく、一部を除く作品の連載はガンガンONLINEにて継続された。

## 表紙
- 2009年冬の陣 - 伊達政宗（枢やな）
- 2010年夏の陣 - 坂本龍馬（枢やな）
- 2010年冬の陣 - 呂布（荒川弘）

## 連載作品
- デフォルトでの表示順は連載開始順。開始時期が同じ物については五十音順で表示している。
- 連載中の作品については太字で表記。

|    | 作品名                                | 作者（作画）   | 原作者など                                                                                  | 開始         | 注記                                     |
| -- | ------------------------------------- | -------------- | ------------------------------------------------------------------------------------------- | ------------ | ---------------------------------------- |
| 01 | 御指名武将真田幸村 かげろひ -KAGEROI- | 浅岡しゅく     | —                                                                                           | 2009年冬の陣 | 戦国 『ガンガンONLINE』並行連載          |
| 02 | 戦国驍刃デュラハン〜下弦の継承者〜    | 加藤拓弐（画） | RA-SEN（作） Spike 加藤さやか（キャラクターデザイン原案） Funbolt（メカニックデザイン原案） | 2009年冬の陣 | 戦国 『ガンガンONLINE』並行連載          |
| 03 | 戦國ストレイズ外伝                    | 七海慎吾       | —                                                                                           | 2009年冬の陣 | 戦国 『月刊ガンガンJOKER』連載の外伝作品 |
| 04 | 伊達柱                                | 霜月かいり     | —                                                                                           | 2009年冬の陣 | 戦国 『ガンガンONLINE』並行連載          |
| 05 | 独眼龍改                              | 藤川祐華       | —                                                                                           | 2009年冬の陣 | 戦国 『ガンガンONLINE』並行連載          |
| 06 | みんなの呉                            | 宮条カルナ     | —                                                                                           | 2009年冬の陣 | 三国志 『ガンガンONLINE』並行連載        |
| 07 | 烈! 松下村塾〜やむにやまれぬ見島牛〜  | もち           | —                                                                                           | 2009年冬の陣 | 幕末                                     |
| 08 | 織田さん家の乱法師                    | みもり         | —                                                                                           | 2010年夏の陣 | 戦国 読切より連載化                      |
| 09 | 杜康潤の三国志超特急                  | 杜康潤         | —                                                                                           | 2010年夏の陣 | 三国志                                   |
| 10 | ひとしな料理侍 すずしろのボン         | 松下朋未       | —                                                                                           | 2010年夏の陣 | 幕末                                     |
| 11 | 室町学院高校生徒指導室!!              | 髙枝景水       | —                                                                                           | 2010年夏の陣 | 戦国 『ガンガンONLINE』並行連載          |
| 12 | しろがねの翼 蒲生氏郷天翔記           | 椿屋かほる     | —                                                                                           | 2010年冬の陣 | 戦国                                     |
| 13 | よしのぶがっ!                         | ウメマツカヲル | —                                                                                           | 2010年冬の陣 | 幕末                                     |

## 主な掲載作品
- ヴァルハラ 〜本多忠勝伝〜（作：真壁太陽・原田庵十(RA-SEN) 画：キム・ビョンジン）：2009年冬の陣、2010年夏の陣 - 単行本化。オンラインゲーム『戦国IXA』に武将カード「本多忠勝」が登場。
- 伊達人間（宮永龍）：2009年冬の陣 - 2010年冬の陣 - 『ガンガンONLINE』で連載。
- 伊達MONO（真壁太陽）：2009年冬の陣 - 『ガンガンONLINE』で連載。
- ブレイド三国志 赤壁（原案・構成：真壁太陽 作画：壱河柳乃助）：2009年冬の陣、2010年夏の陣 - 単行本化。
- 山中鹿介物語 -尼子再興記-（おやまだみむ）：2009年冬の陣 - 第1話掲載。『ガンガンONLINE』で連載。
- BAT×DRAGON（林ふみの）：2010年夏の陣 - 第4話掲載。『ガンガンONLINE』で連載。

## ガンガンコミックスIXA
本誌連載及び、ウェブコミック配信サイト『ガンガンONLINE』で連載されているIXA連動作品の単行本はガンガンコミックス (GC) のサブレーベル・ガンガンコミックスIXA（ガンガンコミックスイクサ・GCX、2010年6月18日創刊）より刊行された。